# Đồng tính luyến ái và tâm lý học
Lĩnh vực tâm lý học đã nghiên cứu sâu rộng về đồng tính luyến ái như một xu hướng tính dục của con người. Hiệp hội Tâm thần Hoa Kỳ đã đưa đồng tính luyến ái vào Cẩm nang Chẩn đoán và Thống kê Rối loạn Tâm thần, Phiên bản Thứ nhất (DSM-I) vào năm 1952, nhưng sự phân loại đó đã được xem xét kỹ lưỡng trong nghiên cứu do Viện Sức khỏe Tâm thần Quốc gia tài trợ. Nghiên cứu đó và các nghiên cứu tiếp theo liên tục không đưa ra được bất kỳ cơ sở thực nghiệm hoặc khoa học nào cho việc coi đồng tính luyến ái không phải là xu hướng tính dục tự nhiên và bình thường, một biểu hiện lành mạnh và tích cực của tính dục con người.  Kết quả của nghiên cứu khoa học này là Hiệp hội Tâm thần Hoa Kỳ đã loại bỏ đồng tính luyến ái khỏi Cẩm nang Chẩn đoán và Thống kê Rối loạn Tâm thần, Phiên bản Thứ ba (DSM-III) vào năm 1973. Sau khi xem xét kỹ lưỡng các dữ liệu khoa học, Hiệp hội Tâm lý Hoa Kỳ đã tiếp bước vào năm 1975 và cũng kêu gọi tất cả các chuyên gia sức khỏe tâm thần tiên phong trong việc "xóa bỏ cái nhìn kỳ thị về căn bệnh tâm thần lâu nay vẫn được gắn liền" với đồng tính luyến ái. Năm 1993, Hiệp hội Nhân viên Công tác Xã hội Quốc gia đã đưa ra quan điểm tương tự như Hiệp hội Tâm thần Hoa Kỳ và Hiệp hội Tâm lý Hoa Kỳ, công nhận các bằng chứng khoa học về vấn đề này.  Tổ chức Y tế Thế giới, trước đó từng đưa đồng tính luyến ái vào Phân loại bệnh lý quốc tế 9 (ICD-9) năm 1977, đã loại bỏ đồng tính luyến ái khỏi ICD-10. Quyết định này đã được Đại hội đồng Y tế Thế giới lần thứ 43 tán thành vào ngày 17 tháng 5 năm 1990.
Sự đồng thuận của nghiên cứu khoa học và tài liệu lâm sàng chứng minh rằng sự hấp dẫn, cảm giác và hành vi đồng giới là những biến thể bình thường và tích cực của tính dục con người. Hiện nay có một lượng lớn bằng chứng khoa học chỉ ra rằng đồng tính nam, đồng tính nữ hoặc song tính hoàn toàn có thể đi cùng với với sức khỏe tâm thần tốt và sinh hoạt xã hội bình thường.

## Bối cảnh lịch sử
Quan điểm coi đồng tính luyến ái là một rối loạn tâm lý đã xuất hiện trong y văn kể từ khi nghiên cứu về đồng tính luyến ái lần đầu tiên bắt đầu; tuy nhiên, tâm lý học với tư cách là một ngành khoa học đã phát triển qua nhiều năm về quan điểm đối với đồng tính luyến ái. Những thái độ hiện tại bắt nguồn từ nền tảng tôn giáo, luật pháp và văn hóa. Một số cộng đồng Cận Đông Cổ đại, chẳng hạn như người Israelite, đã có những quy định nghiêm ngặt về việc cấm hoạt động tình dục đồng giới, và điều này đã dẫn đến việc sử dụng các văn bản tương tự sau này bởi các nhà truyền giáo đầu tiên của Cơ đốc giáo, vốn là hậu duệ của các bộ tộc Israelite; trong đó có Paul đặc biệt đáng chú ý vì đã gián tiếp nhắc đến và củng cố những văn bản như vậy trong các bức thư gửi các giáo hội mới thành lập. Sau đó, các Giáo phụ Tông đồ và những người kế vị của họ tiếp tục lên tiếng chống lại hoạt động đồng tính luyến ái bất cứ khi nào họ đề cập đến nó trong các tác phẩm (còn tồn tại) của họ. Vào đầu thời Trung cổ, Giáo hội Cơ đốc đã bỏ qua đồng tính luyến ái trong xã hội thế tục; tuy nhiên, vào cuối thế kỷ 12, sự thù địch đối với đồng tính luyến ái bắt đầu xuất hiện và lan rộng qua các thể chế tôn giáo và thế tục của châu Âu. Đã có những biểu hiện chính thức lên án tính chất "phi tự nhiên" của hành vi tình dục đồng giới trong các tác phẩm của Thomas Aquinas và nhiều người khác. Cho đến thế kỷ 19, hoạt động tình dục đồng giới được coi là "không tự nhiên, tội ác chống lại tự nhiên", hay kê gian và bị pháp luật trừng phạt, đôi khi bằng việc tử hình.
Khi người ta trở nên quan tâm hơn đến việc tìm hiểu nguyên nhân hình thành đồng tính luyến ái, y học và tâm thần học bắt đầu cạnh tranh với luật pháp và tôn giáo về quyền xét xử. Đầu thế kỷ 19, người ta bắt đầu nghiên cứu về đồng tính luyến ái một cách khoa học. Vào thời điểm này, hầu hết các lý thuyết đều coi đồng tính luyến ái như một căn bệnh, và từ đó ảnh hưởng lớn đến cách nhìn nhận nó về mặt văn hóa. Có một sự chuyển đổi mô hình vào giữa thế kỷ 20 trong khoa học tâm thần liên quan đến các lý thuyết về đồng tính luyến ái. Các nhà tâm thần học bắt đầu tin rằng đồng tính có thể được chữa khỏi thông qua trị liệu và giải phóng bản thân, và các lý thuyết khác về nguồn gốc di truyền và nội tiết tố của đồng tính dần được chấp nhận. Có nhiều biến thể trong cách coi đồng tính luyến ái là bệnh lý. Một số bác sĩ tâm thần thời kỳ đầu như Sigmund Freud và Havelock Ellis có lập trường ít hà khắc hơn về đồng tính luyến ái. Freud và Ellis tin rằng đồng tính luyến ái là không bình thường, nhưng là "không thể tránh khỏi" đối với một số người. Nghiên cứu và các xuất bản của Alfred Kinsey về đồng tính đã bắt đầu sự thay đổi văn hóa và xã hội ra khỏi việc coi đồng tính là một tính trạng bất thường. Những sự thay đổi quan điểm này trong các nghiên cứu tâm lý về đồng tính luyến ái được thể hiện rõ trong phiên bản đầu tiên của Cẩm nang Chẩn đoán và Thống kê Rối loạn Tâm thần (DSM) năm 1952, và sự thay đổi sau đó vào năm 1973, trong đó chẩn đoán về đồng tính luyến ái bất tương hợp bản ngã đã thay thế danh mục DSM-II về "rối loạn xu hướng tính dục". Tuy nhiên, phải đến năm 1987 trong DSM-III-R, nó mới hoàn toàn được gỡ bỏ khỏi diện rối loạn tâm thần.
Một cuộc khảo sát năm 2016 của Cơ quan Quyền cơ bản của Liên minh châu Âu cho thấy nhiều chuyên gia y tế ở các nước như Bulgaria, Hungary, Ý, Latvia, Ba Lan, Romania và Slovakia tin rằng đồng tính luyến ái là một căn bệnh và những quan niệm sai lầm đó vẫn tiếp tục tồn tại trong các tài liệu chuyên ngành. Điều này đi ngược lại với Khuyến nghị 2010 của Hội đồng Châu Âu(5) trong đó khuyến nghị rằng không nên coi đồng tính luyến ái là một căn bệnh.

### Freud và phân tâm học
Quan điểm của Sigmund Freud về đồng tính luyến ái rất phức tạp. Trong nỗ lực tìm hiểu nguyên nhân và sự phát triển của đồng tính, lần đầu tiên ông giải thích song tính là một "đặc tính ham muốn tình dục nguyên bản", theo đó ông muốn nói rằng tất cả mọi người sinh ra đều là song tính. Ông tin rằng ham muốn tình dục có một phần đồng tính và một phần dị tính, và qua quá trình phát triển, một cái sẽ thắng cái còn lại.
Một số nguyên nhân khác của đồng tính luyến ái mà ông ủng hộ bao gồm phức cảm Oedipus ngược khi các cá nhân bắt đầu đồng cảm với mẹ của họ và coi chính mình như một đối tượng để yêu. Tình yêu bản thân này của một người được định nghĩa là tính ái kỷ, và Freud nghĩ rằng những người có tính ái kỷ cao sẽ có nhiều khả năng phát triển đồng tính luyến ái hơn bởi vì yêu đồng giới giống như một bản mở rộng của yêu bản thân.
Freud tin rằng liệu pháp chữa đồng tính không thành công bởi vì cá nhân không muốn từ bỏ bản dạng đồng tính luyến ái, thứ mang lại cho họ khoái cảm. Ông sử dụng phương pháp phân tâm học và thôi miên để chữa trị, nhưng ít khi thành công. Nhờ đó mà Freud kết luận rằng đồng tính luyến ái là "không đáng xấu hổ, không đồi bại, không hèn hạ, nó không thể được coi là một căn bệnh, nó chỉ là một biến thể của chức năng tình dục". Ông còn nói thêm rằng những nhà phân tâm học "không nên triệt bỏ đồng tính luyến ái và để dị tính luyến ái bình thường thế chỗ nó", vì ông đã rút ra kết luận từ kinh nghiệm của mình, rằng những nỗ lực để thay đổi xu hướng đồng tính luyến ái thường không thành công. Tuy chính bản thân Freud có thể đã có cái nhìn chấp nhận hơn đối với đồng tính luyến ái, những người chịu ảnh hưởng của ông trong lĩnh vực phân tâm học, đặc biệt là ở Hoa Kỳ, có quan niệm tiêu cực về đồng tính luyến ái. Họ xem đó là sự bất bình thường bắt nguồn từ những vấn đề trong gia đình và trong thời kì phát triển. Những tư tưởng này có ảnh hưởng mạnh mẽ, là lý do khiến đồng tính luyến ái được Hiệp hội Tâm thần học Hoa Kỳ đưa vào hai ấn bản đầu tiên của DSM (Diagnostic and Statistical Manual of Mental Disorders – Cẩm nang Chẩn đoán và Thống kê các Rối loạn Tâm thần), định nghĩa nó là một rối loạn tâm thần, và càng gây tiếng xấu cho đồng tính luyến ái trong xã hội.

### Havelock Ellis
Havelock Ellis (1859-1939) đã nhận ra rằng mình muốn dành cả cuộc đời để khám phá những vấn đề về tính dục khi còn là một giáo viên ở Úc. Ông trở về Luân Đôn vào năm 1879 và theo học Đại học Y Dược Bệnh viện St. Thomas. Ông bắt đầu viết sách, và vào năm 1896, ông làm đồng tác giả của cuốn Sexual Inversion ("Tình dục Trái ngược") cùng với John Addington Symonds. Cuốn sách được xuất bản lần đầu bằng tiếng Đức, và một năm sau đó, nó được dịch sang tiếng Anh. "Sexual Inversion" khám phá những mối quan hệ đồng tính, và vì các tác giả đã tiếp cận đề tài này bằng tư tưởng tân tiến hơn so với thời kỳ đó, họ từ chối hình sự hóa hay bệnh lý hóa những hành động và cảm xúc xuất hiện trong những mối quan hệ đồng tính.
Ellis không đồng ý với Freud trên một vài quan điểm về đồng tính luyến ái, đặc biệt là những quan điểm về cách hình thành. Ông tranh luận rằng những người đồng tính không có phức cảm Oedipus rõ ràng nhưng họ có cảm giác kém cỏi mạnh mẽ, và cảm giác đó bắt nguồn từ nỗi sợ thất bại, và họ cũng có thể sợ cả những mối quan hệ với phụ nữ. Ellis nói rằng những rào cản từ xã hội là một trong những nguyên do khiến tình yêu đồng tính hình thành. Ông tin rằng đồng tính luyến ái không phải là một thứ bẩm sinh, mà  ở một giai đoạn nào đó, con người đều không có lập trường về mặt tình dục, sau đó họ mới lựa chọn một hành vi tình dục và theo nó xuyên suốt. Theo Ellis, một vài người lựa chọn hoạt động đồng tính luyến ái, trong khi những người khác sẽ chọn dị tính luyến ái. Ông bày tỏ rằng một người "đồng tính hoàn toàn" là lệch lạc, vì cá nhân đó thuộc thiểu số, và theo thống kê thì việc đó rất hiếm xảy ra. Nhưng xã hội nên thừa nhận rằng những trường hợp lệch khỏi "sự bình thường" không có hại, và có lẽ còn có giá trị. Ellis tin rằng những vấn đề về tâm lý không chỉ bắt nguồn từ những hành vi đồng tính, mà nó bắt nguồn từ việc một người "gây tổn thương cho bản thân về mặt tâm lý bằng việc đầy sợ sệt mà giới hạn hành vi tình dục của họ."
Ellis thường được cho là người đã đặt ra từ "homosexuality" ("đồng tính luyến ái"), nhưng trên thực tế, ông xem thường từ đó vì nó có cả gốc Latinh và Hy Lạp. Thay vào đó, ông dùng từ "invert" ("trái ngược") trong những văn bản đã phát hành của mình. Không lâu sau khi "Sexual Inversion" được xuất bản ở Anh, nó đã bị cấm vì có nội dung dâm dật và khiếm nhã. Ellis biện luận rằng đồng tính luyến ái là một tính chất của một nhóm thiểu số. Nó không đồi bại, không thể cố tình đạt được hay chữa khỏi. Ông vận động thay đổi luật với mục đích để những người lựa chọn sinh hoạt đồng tính được yên. Ông tin tưởng rằng cải cách xã hội có thể xảy ra, nhưng chỉ khi quần chúng được giáo dục. Cuốn sách của ông trở thành bước ngoặt trong việc tìm hiểu về đồng tính luyến ái.

### Alfred Kinsey
Alfred Charles Kinsey (1894-1956) là một nhà tình dục học, người đã thành lập Viện Nghiên cứu Tình dục, nay được biết đến với tên gọi Viện Nghiên cứu Kinsey về Tình dục, Giới tính, và Sinh sản. Những khám phá của ông về các hành vi tình dục khác nhau bắt nguồn từ nghiên cứu của ông về các biến thể trong hành vi giao phối của tò vò. Ông tạo ra Thang đo Kinsey, định mức xu hướng tính dục trong phạm vi từ 0 đến 6, 0 có nghĩa là dị tính hoàn toàn và 6 là đồng tính hoàn toàn. Kết quả nghiên cứu của ông biểu thị rằng các xu hướng tính dục có độ biến thiên cao. Kinsey phát hành những cuốn sách "Sexual Behavior in the Human Male" ("Hành vi Tình dục của Nam giới") và "Sexual Behavior in the Human Female" ("Hành vi Tình dục của Nữ giới"). Hai văn bản này đã mang lại cho ông sự nổi tiếng lẫn tai tiếng. Cách tiếp cận đồng tính luyến ái ở thời kỳ đó chủ yếu là thông qua việc bệnh lý hóa và những nỗ lực thay đổi người đồng tính. Cuốn sách của Kinsey chứng minh đồng tính luyến ái phổ biến hơn những gì đã dự đoán, ám chỉ rằng những hành vi này là bình thường và là một phần của phổ hành vi tình dục.

### Sổ tay Chẩn đoán và Thống kê
Việc áp dụng các phương thức xã hội, y tế và pháp lý cuối cùng đã đưa đồng tính luyến ái xuất hiện trong ấn phẩm thứ nhất và thứ hai của Cẩm nang Thống kê và Chẩn đoán (DSM) của Hiệp hội Tâm thần học Hoa Kỳ. Điều này đã góp phần hình thành quan niệm đồng tính luyến ái như một dạng rối loạn tâm thần và kéo dài việc kì thị đồng tính luyến ái trong xã hội. Tuy nhiên, sự phát triển trong nghiên cứu khoa học và dữ liệu thực nghiệm từ Kinsey, Evelyn Hooker, những người khác đã trực tiếp đương đầu với những quan niệm đó cùng các nhà tâm thần học và tâm lý học trong những năm 1970 đã hoàn toàn thay đổi góc nhìn của họ về đồng tính luyến ái. Những bài kiểm tra như Trắc nghiệm Rorschach, Trắc nghiệm TAT và Trắc nghiệm MMPI chỉ rõ: những người đồng tính nam và nữ không tách biệt với dị tính nam và nữ về thực hiện chức năng. Những nghiên cứu này không thể tiếp tục khẳng định sự phát triển của xu hướng tính dục là do các yếu tố như chức năng gia đình (family dynamics), chấn thương tâm lý và bản dạng giới. Với các nguyên nhân do thiếu dữ kiện cũng như áp lực từ các nhà ủng hộ quyền LGBT ngày càng tăng theo cấp số nhân, Ban Điều hành của Hiệp hội Tâm thần học Hoa Kỳ đã biểu quyết để loại bỏ đồng tính luyến ái ra khỏi danh sách các biểu hiện rối loạn tâm thần trong bản DSM năm 1973. Trong số 17910 người đủ điều kiện để bỏ phiếu có 32% phiếu ủng hộ, 21% phiếu phản đối và 47% không bỏ phiếu. Một năm sau đó, một nhóm nhà tâm thần học đề xuất một cuộc biểu quyết mới. Họ cho rằng lần bỏ phiếu đầu tiên đã bị tác động vào bởi một bức thư do các nhà lãnh đạo hiệp hội hàng đầu kí. Nhiều người không biết rằng họ đã được trả tiền từ Tổ chức Đặc nhiệm LGBTQ Quốc gia (National Gay Task Force). Họ tranh luận rằng bức thư đó lẽ ra phải đề cập rõ ràng tới Tổ chức Đặc nhiệm LGBTQ+ Quốc gia với tư cách là một nhà tài trợ. Sau rất nhiều lần trì hoãn và tranh cãi, bản DSM-III-R (1987) đã liệt kê đồng tính luyến ái trong danh sách rối loạn tâm thần.

## Các lĩnh vực nghiên cứu tâm lý chính
Các lĩnh vực nghiên cứu tâm lý trong đồng tính luyến ái được chia làm 5 phạm vi:
1. Điều gì đã khiến nhiều người bị thu hút với người cùng giới tính?
2. Điều gì đã dẫn đến sự phân biệt đối xử với những người có xu hướng tính dục đồng tính và sức ảnh hưởng của nó như thế nào?[19]
3. Đồng tính luyến ái có gây ảnh hưởng tới sức khỏe, chức năng tâm lý hay tình trạng khỏe mạnh chung không?
4. Điều gì quyết định khả năng thích nghi được với môi trường xã hội không chấp nhận họ? Tại sao đồng tính luyến ái lại là trọng tâm trong bản dạng ở một số người, nhưng lại thứ yếu đối với bản dạng của một số người khác?[20]
5. Con cái của người đồng tính sẽ lớn lên như thế nào?

Nghiên cứu tâm lý trong các lĩnh vực trên luôn quan trọng trong việc chống lại các thái độ và hành vi định kiến và với các phong trào ủng hộ quyền cho người đồng tính nói chung.

### Nguyên nhân của đồng tính luyến ái
Mặc dù chưa một giả thuyết về nguyên nhân của các xu hướng tính dục nào được ủng hộ rộng rãi, song các nhà khoa học vẫn ủng hộ các giả thuyết dựa trên yếu tố sinh học. Có một lượng lớn bằng chứng ủng hộ các tác nhân phi xã hội và sinh học hơn các tác nhân xã hội, đặc biệt là với nam giới.

### Sự phân biệt đối xử
Các thái độ và hành vi chống đồng tính (thường được gọi là ghét sợ đồng tính hay tư tưởng thượng tôn dị tính) đã trở thành những đối tượng của nghiên cứu tâm lý. Những nghiên cứu này thường tập trung vào thái độ kì thị đối với người đồng tính nam hơn là với người đồng tính nữ. Thái độ chống đồng tính thường xuất hiện ở những người không biết cá nhân người đồng tính đó là ai.  Cũng có nguy cơ cao xuất hiện thành kiến chống đồng tính trong quá trình trị liệu tâm lý với các khách hàng là người đồng tính và song tính.  Một nghiên cứu cho thấy gần một nửa số đối tượng nghiên cứu là nạn nhân của bạo hành bằng lời nói hay thể chất chỉ bởi vì xu hướng tính dục của họ, và thường kẻ bạo hành là nam giới. Việc trở thành nạn nhân như vậy có liên quan tới mức độ trầm cảm, lo âu, tức giận và các triệu chứng căng thẳng hậu chấn tâm lý cao. Nghiên cứu còn chỉ ra rằng những cha mẹ có phản hồi tiêu cực đối với xu hướng tính dục của con thường có lòng tự tôn thấp và có thái độ không tốt đối với phụ nữ, và rằng "những cảm xúc tiêu cực về đồng tính luyến ái ở các bậc phụ huynh giảm đi khi họ nhận thức của họ về xu hướng tính dục đồng tính luyến ái của con một khoảng thời gian lâu hơn".
Nghiên cứu cho thấy rằng những bậc cha mẹ phản ứng tiêu cực với xu hướng tình dục của con mình có xu hướng có lòng tự trọng thấp hơn và có thái độ tiêu cực đối với phụ nữ, và rằng "cảm giác tiêu cực về đồng tính ở cha mẹ càng giảm đi khi họ nhận thức được đồng tính của con mình lâu hơn".
Ngoài ra, trong khi nghiên cứu cho rằng "các gia đình chú trọng nhiều đến các giá trị truyền thống - ngụ ý tầm quan trọng của tôn giáo, chú trọng đến hôn nhân và sinh con - ít chấp nhận đồng tính hơn các gia đình có truyền thống thấp", một nghiên cứu khác nổi lên chứng minh điều này có thể không luôn luôn đúng. Lấy ví dụ, nghiên cứu gần đây[khi nào?] được phát hành trong tạp chí Tâm lý học Tôn giáo và Tâm linh của APA, biên soạn bởi Chana Etengoff và Colette Daiute, cho rằng các thành viên theo đạo trong gia đình vẫn có thể lựa chọn sử dụng các giá trị và đoạn trích tôn giáo để ủng hộ những người thân thuộc nhóm tính dục thiểu số. Ví dụ, một bà mẹ theo đạo Công giáo có con trai đồng tính chia sẻ rằng bà chỉ chú trọng "Trên tất cả, tình yêu thương là lời răn dạy vĩ đại nhất". Cũng tương tự với một bà mẹ theo Giám lý (Methodist) đã nhắc đến chúa Jesus khi bày tỏ tình yêu thương với cậu con trai đồng tính của mình, bà ấy nói, "Tôi nghe theo lời dặn về tình yêu và sự tha thứ của chúa Jesus và rằng chúng ta là chiến hữu, rằng tôi không cảm thấy mọi người xứng đáng bị lên án vì những gì họ đã làm." Những giá trị tôn giáo này cũng được truyền đi bởi một ông bố đạo Mặc Môn (Mormon), người đã chia sẻ những điều sau đây trong suốt buổi thảo luận về điều cấm đồng tính luyến ái trong Kinh thánh: "Mục tiêu, mục đích tồn tại của các bạn cần phải được chấp nhận và được yêu thương và được nâng đỡ ... những người đang trong hoàn cảnh khó khăn, bất kể họ là ai"

### Các vấn đề về sức khỏe tâm thần
Nghiên cứu tâm lý ở lĩnh vực này bao gồm kiểm tra các vấn đề sức khỏe tâm thần (gồm căng thẳng, trầm cảm hay các hành vi mắc nghiện) đối với người đồng tính nam và đồng tính nữ sau những khó khăn mà họ gặp phải do xu hướng tính dục, vấn đề về ngoại hình, rối loạn ăn uống hay có các hành vi không điển hình về giới (gender atypical behavior).
- Rối loạn tâm thần: Theo một nghiên cứu ở Hà Lan, người đồng tính nam được ghi nhận có tỉ lệ rối loạn tâm trạng và lo âu cao hơn so với người nam thẳng, và người đồng tính nữ có nguy cơ mắc trầm cảm (nhưng không phải các rối loạn tâm trạng và lo âu khác) cao hơn so với người nữ thẳng.[18] Một bài báo nghiên cứu từ Tạp chí Tâm lý học Cộng đồng Hoa Kỳ cho biết rằng những cá nhân phải đối mặt với nhiều hình thức áp bức có xu hướng cảm thấy khó khăn hơn trong việc quản lý. Trong nghiên cứu này, người ta lưu ý rằng những người LGBTQ + bị khuyết tật cho biết họ phải đấu tranh nhiều hơn với tình trạng bị áp bức của họ.[30]
- Rối loạn ám ảnh ngoại hình và rối loạn ăn uống: người đồng tính nam có xu hướng quan tâm đến ngoại hình của bản thân hơn người nam thẳng.[31]  Người đồng tính nữ ít có nguy cơ mắc rối loạn ăn uống hơn người dị tính nữ.[32]
- Hành vi không điển hình về giới: Tuy đây không phải là một dạng rối loạn, nhưng những người đồng tính nam có thể phải đối mặt với nhiều khó khăn do họ thường thể hiện hành vi không điển hình về giới (ngoài khuôn mẫu giới) hơn so với người dị tính nam.[33] Sự khác biệt trên giữa người đồng tính và dị tính nữ là không mấy rõ ràng.[34]
- Căng thẳng của nhóm người thiểu số: Căng thẳng do bị kì thị tính dục, được biểu hiện dưới hình thức định kiến và phân biệt đối xử, là loại căng thẳng chủ yếu của người đồng tính. Các hội nhóm ủng hộ người thuộc tính dục thiểu số và các nhóm dành cho LGBTQ+ giúp chống lại và làm giảm sự căng thẳng của nhóm người thiểu số.[6]
- Xu hướng tính dục bất tương hợp bản ngã: mâu thuẫn giữa bản sắc tôn giáo và xu hướng tính dục có thể gây ra căng thẳng nghiêm trọng, làm nhiều người muốn thay đổi xu hướng tính dục của họ. Sự khám phá bản dạng xu hướng tính dục có thể giúp các cá nhân xem xét lí do đằng sau mong muốn thay đổi và giúp họ giải quyết sự mâu thuẫn đó thông qua quá trình tái định hướng bản dạng xu hướng tính dục hoặc các liệu pháp chấp nhận.[6] Xu hướng tính dục bất tương hợp bản ngã là một dạng rối loạn khi mà một người mong ước xu hướng tính dục của bản thân khác đi vì các rối loạn tâm lý và hành vi có liên quan.
- Rối loạn mối quan hệ tình dục: Người đồng tính khi tham gia vào những cuộc hôn nhân có sự xuất hiện của các xu hướng tính dục khác nhau (mixed-orientation marriages) có thể gặp phải tình trạng lo lắng về một cuộc hôn nhân tan vỡ.[6] Đây là dạng rối loạn khi mà bản dạng giới và xu hướng tính dục là rào cản trong việc hình thành và duy trì một mối quan hệ.

#### Hành vi tự sát
Khả năng có ý định tự sát ở cả người đồng tính nam và nữ, người song tính ở cả hai giới tính là cao hơn so với những người dị tính. Xu hướng tỉ lệ tự sát cao ở người nữ bao gồm cả người đồng tính nữ và song tính nữ; người đồng tính nữ có khả năng thực hiện hành vi tự sát cao hơn so với người đồng tính hay song tính nam.
Các nghiên cứu tranh cãi về sự chênh lệch chính xác trong tỉ lệ tự sát so với người dị tính, với tối thiểu 0,8-1.1 lần ở nữ và 1.5-2.5 lần ở nam. Các con số cao hơn đạt mức 4.6 lần ở nữ và 14.6 lần ở nam.
Chủng tộc và tuổi tác là một yếu tố làm tăng nguy cơ mắc bệnh. Tỷ lệ nam cao nhất được quy cho những người da trắng trẻ tuổi. Đến tuổi 25, nguy cơ mắc bệnh của họ giảm hơn một nửa; tuy nhiên, nguy cơ đối với nam đồng tính da đen ở độ tuổi đó tăng đều đặn lên 8,6 lần. Trong suốt cuộc đời, khả năng gia tăng là 5,7 lần đối với người da trắng và 12,8 lần đối với nam giới đồng tính và lưỡng tính da đen. Nữ đồng tính và song tính có xu hướng ngược lại, với ít nỗ lực hơn trong những năm thiếu niên so với nữ dị tính. Trong suốt cuộc đời, khả năng xảy ra đối với phụ nữ Da trắng gần gấp ba lần so với những người khác giới của họ; tuy nhiên, đối với phụ nữ da đen có sự thay đổi tối thiểu (chênh lệch ít hơn 0,1 đến 0,3), với phụ nữ da đen dị tính có nguy cơ cao hơn một chút trong hầu hết các nghiên cứu dựa trên độ tuổi.
Người trẻ đồng tính nam và đồng tính nữ mà đã từng nỗ lực tự sát không thành phải chịu rất nhiều thái độ chống đồng tính, thường có ít kỹ năng hơn để đối phó với sự phân biệt đối xử, cô lập và cô đơn. Họ cũng thường bị gia đình khước từ nhiều hơn so với những người không có nỗ lực tự sát. Một nghiên cứu khác chỉ ra rằng người trẻ đồng tính nam và song tính mà từng nỗ lực tự sát không thành có vai trò giới nữ tính hơn, họ thấy mình thuộc một bản dạng phi dị tính từ sớm, và có nhiều khả năng rơi vào lạm dụng tình dục, lạm dục chất kích thích và bị bắt giam vì những hành vi ứng xử xấu hơn là những người đồng trang lứa. Một nghiên cứu tìm thấy rằng hoạt động tình dục đồng giới, nhưng không phải hấp dẫn đồng tính hay bản dạng đồng tính, là một dấu chỉ đáng kể cho việc tự sát của thanh thiếu niên ở Na Uy.
Các chính sách của chính phủ đã được tìm thấy để làm trung gian cho mối quan hệ này bằng cách lập pháp hóa sự kỳ thị về cơ cấu. Một nghiên cứu sử dụng dữ liệu xuyên quốc gia từ năm 1991-2017 đối với 36 quốc gia OECD cho thấy hợp pháp hóa hôn nhân đồng giới có liên quan đến việc giảm 1.191 trường hợp tử vong ở thanh niên trên 100.000 thanh niên, với tác động rõ rệt hơn đối với nam thanh niên so với nữ thanh niên. Một nghiên cứu khác về dữ liệu toàn quốc trên khắp Hoa Kỳ từ tháng 1 năm 1999 đến tháng 12 năm 2015 cho thấy hôn nhân đồng giới có liên quan đến việc giảm đáng kể tỷ lệ cố gắng tự tử ở trẻ em, với tác động tập trung ở trẻ em thuộc xu hướng tính dục thiểu số, dẫn đến việc ít hơn 134.000 trẻ em có ý định tự tử mỗi năm ở Hoa Kỳ.

### Sự phát triển bản dạng xu hướng tính dục
- Công khai: Nhiều người đồng tính nam, đồng tính nữ và song tính trải qua việc công khai ở một thời điểm nào đó trong cuộc đời. Các nhà tâm lý học thường nói rằng quá trình này bao gồm vài giai đoạn "mà ở đó có ý thức rằng mình khác những người đồng trang lứa ('sự nhạy cảm hóa') và họ bắt đầu nghi hoặc về bản dạng tính dục của mình ('hoang mang về bản dạng'). Chính vì thế, họ bắt đầu khám phá một cách thiết thực lựa chọn là đồng tính nam, đồng tính nữ hay song tính và học cách đối phó với sự đàm tiếu ('chấp nhận bản dạng'). Ở giai đoạn cuối cùng, họ hợp nhất những ham muốn tình dục của mình thành một sự thấu hiểu tích cực về bản thân ('sự cam kết).[18] Tuy nhiên không phải lúc nào đây cũng là một quá trình tuyến tính,[50] và nó có thể khác nhau với mỗi cá nhân đồng tính nam, đồng tính nữ hay song tính.[51]
- Mức độ công khai khác nhau: một nghiên cứu tìm thấy rằng đàn ông đồng tính hay công khai với bạn bè và anh chị em ruột hơn là đồng nghiệp, cha mẹ và họ hàng xa hơn.[52]
- Công khai và sự khỏe mạnh: những cặp đồng giới công khai thường hạnh phúc hơn trong mối quan hệ.[53] Với những phụ nữ tự thấy mình là người đồng tính, xu hướng tính dục của mình càng được nhiều người biết thì cô ấy càng ít lo âu hơn, có nhiều cảm xúc tích cực và sự tự tôn hơn.[54]
- Phủ nhận bản dạng đồng tính: nhiều nghiên cứu báo cáo rằng đối với một số người theo đạo, phủ nhận bản dạng đồng tính dường như làm giảm đi sự căng thẳng gây ra bởi mâu thuẫn giữa những giá trị tôn giáo và xu hướng tính dục.[6][55][56][57][58] Sau khi xem xét nghiên cứu, chủ tịch lực lượng đặc nhiệm về tính dục của Hiệp hội Tâm lý học Hoa Kỳ Judith Glassgold nói rằng một số người hài lòng với việc chối bỏ bản dạng đồng tính và "không có bằng chứng rõ ràng về mối nguy hại của việc này".[59]

### Tính linh hoạt của khuynh hướng tình dục
Thông thường xu hướng tính dục và bản dạng xu hướng tính dục không được phân biệt với nhau, điều này có thể ảnh hưởng tới việc đánh giá chính xác bản dạng tính dục và liệu xu hướng tính dục có thay đổi hay không; bản dạng xu hướng tính dục có thể thay đổi trong suốt cuộc đời và có thể/có thể không tương hợp với với giới tính sinh học, hành vi tình dục hay xu hướng tính dục thực sự. Đối với phần lớn mọi người thì xu hướng tính dục ổn định  và ít có khả năng thay đổi, nhưng một vài nghiên cứu chỉ ra rằng một số người có thể trải qua những thay đổi trong xu hướng tính dục, và điều này dễ xảy ra ở phụ nữ hơn là đàn ông. Hiệp hội Tâm lý học Hoa Kỳ phân biệt xu hướng tính dục là sự hấp dẫn bẩm sinh còn bản dạng xu hướng tính dục thì có thể thay đổi ở bất cứ thời điểm nào trong cuộc đời.
Trong một tuyên bố được đưa ra cùng với các tổ chức y khoa lớn khác của Hoa Kỳ, Hiệp hội Tâm lý học Hoa Kỳ đã khẳng định rằng "những người khác nhau nhận ra  mình là người dị tính luyến ái, đồng tính nam, đồng tính nữ hay song tính luyến ái tại những thời điểm khác nhau trong cuộc đời."  Một báo cáo vào năm 2007 từ Trung tâm Nghiện và Sức khỏe tâm thần (Centre for Addiction and Mental Health) viết "Với một số người, xu hướng tính dục là liên tục và cố định trong suốt cuộc đời. Với những người khác, xu hướng tính dục linh hoạt  và thay đổi theo thời gian". Nghiên cứu "Song tính luyến ái ở nữ từ thanh thiếu niên đến trưởng thành" của Lisa Diamond gợi ý rằng có "sự linh hoạt  đáng kể trong sự hấp dẫn, hành vi và bản dạng của những phụ nữ đồng tính, song tính và không dán nhãn".

### Nuôi dạy con cái
Nuôi dạy con cái của cộng đồng LGBT là việc làm cha mẹ của người đồng tính nữ, đồng tính nam, song tính và chuyển giới (LGBT), với vai trò là cha mẹ ruột hoặc cha mẹ nuôi. Đàn ông đồng tính có những lựa chọn như "nhận chăm sóc, các kiểu nhận con nuôi trong nước hay ngoài nước khác nhau, các hình thức mang thai hộ đa dạng (cả 'truyền thống' và theo phương pháp thụ tinh ống nghiệm) và sắp xếp với họ hàng, trong đó họ có thể cùng nuôi dạy con cái với một hay nhiều người phụ nữ mà họ có mối quan hệ mật thiết nhưng không có yếu tố tình dục". . Cha mẹ LGBT cũng có thể là cha mẹ đơn thân, và tuy ít hơn nhưng thuật ngữ này đôi khi cũng được dùng để nhắc đến cha mẹ có con thuộc cộng đồng LGBT.
Trong điều tra dân số năm 2000 của Hoa Kỳ, 33% các hộ là cặp đồng giới nữ và 22% các hộ là cặp đồng giới nam báo cáo rằng có ít nhất một đứa trẻ dưới mười tám tuổi sống trong nhà họ. Một vài đứa trẻ không biết là cha mẹ chúng thuộc cộng đồng LGBT; vấn đề công khai thì khác nhau và một vài cha mẹ có thể không bao giờ công khai với con của họ. Nhìn chung việc nhận con nuôi bởi các cặp thuộc cộng đồng LGBT và nuôi dạy con cái của cộng đồng LGBT là một việc gây tranh cãi ở một số quốc gia. Tháng 1 năm 2008, Tòa án Nhân quyền châu Âu tuyên bố rằng các cặp đồng giới có quyền nhận con nuôi. Ở Hoa Kỳ, những người thuộc cộng đồng LGBT có thể nhận con nuôi hợp pháp dưới danh nghĩa cá nhân ở cả 50 bang.
Mặc dù ý kiến cho rằng những cặp dị tính vốn làm cha mẹ tốt hơn những cặp đồng giới, hay trẻ con được nuôi dạy bởi cha mẹ đồng tính nam hay đồng tính nữ sẽ gặp khó khăn hơn trẻ con được nuôi dạy bởi cha mẹ dị tính thường được đưa ra trong các cuộc phản biện chính sách, những ý kiến đấy không được chứng minh bởi nghiên cứu khoa học. Có rất nhiều bằng chứng cho việc trẻ con nuôi dạy bởi cha mẹ đồng giới phát triển tốt không khác nào những đứa trẻ được nuôi dạy bởi cha mẹ dị tính. Nhiều nghiên cứu ghi nhận rằng thiếu sự tương quan giữa xu hướng tính dục của cha mẹ và bất kỳ thước đo sự điều chỉnh tâm trạng, tâm lý xã hội hay hành vi của một đứa trẻ. Những dữ liệu này đã thể hiện rằng không có rủi ro nào đối với một đứa trẻ lớn lên trong một gia đình với một hay nhiều hơn cha mẹ đồng tính. Không nghiên cứu nào ủng hộ quan điểm mà nhiều người tin vào rằng giới của cha mẹ có ảnh hưởng tới sức khỏe, sự hạnh phúc của đứa trẻ. Nếu cha mẹ đồng tính nam, đồng tính nữ hay song tính vốn ít năng lực làm cha mẹ so với những cha mẹ dị tính tương đồng thì những đứa trẻ của họ sẽ thể hiện tồi hơn bất kể kiểu mẫu nghiên cứu; tuy nhiên điều này không được ghi nhận.
Giáo sư Judith Stacey thuộc Đại học New York khẳng định: "Hiếm khi nào các lĩnh vực nghiên cứu khoa học xã hội có được sự đồng thuận cao như đối với việc nuôi dạy con cái của cộng đồng LGBT. Chính vì thế, Học viện Nhi khoa Hoa Kỳ và tất cả các tổ chức lớn chuyên môn trong lĩnh vực phúc lợi trẻ em đã phát hành các báo cáo và nghị quyết ủng hộ quyền cha mẹ của người đồng tính nam và đồng tính nữ". Những tổ chức này bao gồm Học viện Nhi khoa Hoa Kỳ (American Academy of Pediatrics), Học viện Tâm thần học trẻ em và thanh thiếu niên (American Academy of Child and Adolescent Psychiatry), Hiệp hội Tâm thần học Hoa Kỳ (American Psychiatric Association), Hiệp hội Tâm lý học Hoa Kỳ (American Psychological Association), Hiệp hội Phân tâm học Hoa Kỳ (American Psychoanalytic Association), Hiệp hội quốc gia những người làm công tác xã hội (National Association of Social Workers),  Liên minh Phúc lợi trẻ em Hoa Kỳ (Child Welfare League of America), Ủy ban về trẻ em được nhận nuôi Bắc Mỹ (North American Council on Adoptable Children), và Hiệp hội Tâm lý học Canada (Canadian Psychological Association) (CPA). CPA quan ngại rằng một số cá nhân và tổ chức đang cố tình hiểu sai những phát hiện trong nghiên cứu tâm lý để củng cố quan điểm của bản thân, trong khi quan điểm của họ chính xác hơn là đang dựa vào những hệ tín ngưỡng và giá trị khác.
Phần lớn gia đình ở Hoa Kỳ ngày nay không còn là "gia đình trung lưu với một người bố đi làm kiếm tiền và một người mẹ ở nhà, cưới nhau về và nuôi dạy con ruột của họ", việc từng được coi là một tiêu chuẩn. Kể từ cuối những năm 1980, việc trẻ con và thanh thiếu niên có thể thích nghi tốt trong môi trường phi truyền thống như với môi trường truyền thống đã được công nhận rộng rãi.

## Tâm lý trị liệu
Hầu hết những người có xu hướng tính dục đồng tính tìm đến tâm lý trị liệu vì những lý do giống như người dị tính (áp lực, các khó khăn trong mối quan hệ, khó khăn trong việc thích nghi với các tình huống xã hội hay công việc, v.v.); xu hướng tính dục của họ có thể là yếu tố quan trọng chính, quan trọng thứ yếu hoặc không hề quan trọng đối với vấn đề và phương pháp trị liệu của họ. Bất kể là tìm đến tâm lý trị liệu vì vấn đề gì, những khách hàng không phải là dị tính đối mặt với nguy cơ cao phải chịu những thiên hướng chống cộng đồng LGBT.

### Tư vấn về mối quan hệ
Bất kể xu hướng tính dục, các cặp đôi đều gặp phải hầu hết những vấn đề như nhau trong mối quan hệ, tuy nhiên những khách hàng thuộc cộng đồng LGBT thêm vào đó phải đối mặt với ghét sợ đồng tính, tư tưởng thượng tôn dị tính và các đàn áp khác của xã hội. Các cá nhân cũng có thể đang ở các giai đoạn khác nhau của quá trình công khai. Thông thường, các cặp đôi đồng giới không có nhiều hình mẫu của các mối quan hệ thành công như các cặp đôi khác giới. Có thể có những vấn đề về việc xã hội hóa vai trò giới mà các cặp đôi khác giới không gặp phải.
Một số lượng lớn cả đàn ông lẫn phụ nữ đều phải trải qua những mâu thuẫn xung quanh việc biểu hiện đồng tính trong một hôn nhân đa dạng xu hướng tính dục. Điều trị tâm lý có thể bao gồm cả giúp đỡ bệnh nhân cảm thấy dễ chịu và dần dần chấp nhận những tình cảm đồng tính, đồng thời tìm được cách hoà giải những tình cảm đồng giới và dị tính trong cuộc sống. Mặc dù bản dạng đồng tính luyến ái mạnh mẽ có liên quan đến những khó khăn với sự hài lòng trong hôn nhân, nhưng việc coi các hoạt động đồng giới là bắt buộc đã tạo điều kiện thuận lợi cho cam kết dành cho hôn nhân và chế độ một vợ một chồng

### Liệu pháp tâm lý khẳng định đồng tính
Liệu pháp tâm lý khẳng định đồng tính là một liệu pháp tâm lý dành cho người đồng tính nam, đồng tính nữ và song tính. Nó khuyến khích họ chấp nhận xu hướng tính dục của chính mình và không cố gắng thay đổi xu hướng của mình trở thành dị tính, hoặc loại bỏ, kìm nén những khao khát và hành vi đồng giới của mình. Hiệp hội Tâm lý học Hoa Kỳ (APA) và Cộng đồng Tâm lý học Anh Quốc đã đưa ra những hướng dẫn và tài liệu dành riêng cho liệu pháp tâm lý khẳng định đồng tính. Những bác sĩ trị liệu bằng liệu pháp này cho rằng đồng tính luyến ái và song tính luyến ái không phải là bệnh tâm lý và việc  chấp nhận, cũng như khẳng định bản dạng đồng tính của bản thân có thể là yếu tố quyết định để bệnh nhân phục hồi khỏi những căn bệnh tâm lý khác, hoặc những hậu quả của việc lạm dụng chất kích thích. Tuy nhiên, vẫn có vài người có thể cảm thấy cả liệu pháp tâm lý khẳng định đồng tính lẫn liệu pháp chuyển đổi đều không phù hợp với bản thân. Đối với một vài bệnh nhân có niềm tin tôn giáo mâu thuẫn với các hành vi đồng tính, họ có thể cần một số phương pháp trị liệu khác, bao gồm hoà hợp giữa niềm tin tôn giáo và bản ngã tính dục của họ.

### Tìm ra bản dạng xu hướng tính dục
Hiệp hội Tâm lý học Hoa Kỳ gợi ý rằng nếu một bệnh nhân yêu cầu trị liệu tâm lý để thay đổi xu hướng tính dục của mình, bác sĩ tâm lý nên tìm hiểu những lý do ẩn đằng sau mong muốn đó mà không thiên vị bất kỳ kết quả nào của quá trình trị liệu. Bác sĩ tâm lý đó cũng không nên ủng hộ hay phủ nhận tư tưởng độc thân, nhưng hãy giúp đỡ bệnh nhân đi tới quyết định của riêng họ bằng cách đánh giá những nguyên do đằng sau mong muốn của bệnh nhân. Một ví dụ về tìm hiểu bản dạng xu hướng tính dục chính là liệu pháp bản dạng tính dục.
Sau quá trình tìm hiểu, bệnh nhân có thể tiến hành tái tạo lại bản dạng xu hướng tính dục bằng cách tiến hành tiến trình tái tạo bản dạng xu hướng tính dục. Liệu pháp tâm lý, các nhóm hỗ trợ và các sự kiện trong cuộc sống có thể ảnh hưởng tới quá trình hình thành bản dạng; tương tự, sự tự nhận thức, sự tự quan niệm, và bản dạng có thể phát triển trong xuyên suốt quá trình trị liệu. Trị liệu cũng có thể thay đổi bản dạng xu hướng tính dục (nhân dạng cá nhân và công khai cùng cảm giác thuộc về tập thể), điều chỉnh cảm xúc (sự tự kỳ thị bản thân và sự thuyên giảm nỗi ân hận), và niềm tin, giá trị và quan niệm cá nhân (thay đổi trong niềm tin tôn giáo và đạo đức, cả hành vi và động lực). Vài liệu pháp còn bao gồm "liệu pháp toàn diện giới".
Hiệp hội Tâm thần Hoa Kỳ khẳng định trong phát ngôn chính thức của họ về vấn đề này: "Rủi ro tiềm tàng của 'trị liệu đền bù' là rất lớn và bao gồm trầm cảm, lo âu và các hành vi tự hoại, bởi sự tương đồng trong nhà trị liệu với những định kiến xã hội đối với đồng tính luyến ái có thể khiến cho sự căm ghét bản thân mà bệnh nhân đã trải qua trở nên trầm trọng hơn. Nhiều phụ huynh - những người từng trải qua 'trị liệu đền bù' nói họ đã bị tiêm nhiễm một cách sai lệch rằng những người đồng tính là các cá thể cô đơn, bất hạnh - không bao giờ tìm được sự chấp nhận hay sự thoả mãn. Khả năng một người đồng tính nam, hoặc nữ có thể đạt được hạnh phúc và những mối quan hệ giữa người với người trọn vẹn là con số không. Các cách tiếp cận khác để đối phó với những ảnh hưởng của sự kỳ thị xã hội đối với người đồng tính, đã được bàn luận trước đây, cũng tương tự. Hiệp hội Tâm thần Hoa Kỳ nhận ra rằng trong khi quá trình trị liệu tâm thần đang diễn ra, có thể có các chỉ định lâm sàng thích hợp để thay đổi những hành vi tính dục."
Hiệp hội Tâm lý học Hoa Kỳ cũng thống nhất với ý kiến trên trong nghị quyết: nó "thúc giục tất cả chuyên gia tâm lý phải dẫn đầu trong việc xóa bỏ những sự kỳ thị đối với bệnh tâm lý đã từ lâu bị gắn liền với xu hướng tính dục đồng tính"  và "Vì thế, ta cần làm rõ thêm rằng Hiệp hội Tâm thần Hoa Kỳ phản đối việc khắc họa những thiếu niên và người đồng tính nữ, đồng tính nam và song tính trưởng thành là những bệnh nhân mắc bệnh tâm lý, chỉ bởi xu hướng tính dục của họ. Ngoài ra, Hiệp hội Tâm thần Hoa Kỳ còn hỗ trợ phổ biến thông tin chính xác về xu hướng tính dục, sức khoẻ tâm lý và những biện pháp can thiệp thích hợp để chống lại những thành kiến dựa trên sự thiếu hiểu biết hoặc niềm tin vô căn cứ về xu hướng tính dục."
Viện hàn lâm Nhi khoa Hoa Kỳ đưa ra lời khuyên đối với những thiếu niên đồng tính nữ, đồng tính nam, song tính và có xu hướng tính dục lưỡng tính đang gặp khó khăn với tính dục của mình: "Bạn hoàn toàn bình thường. Đồng tính luyến ái không phải là một dạng rối loạn tâm lý. Tất cả những tổ chức y tế lớn, bao gồm Hiệp hội Tâm thần Hoa Kỳ, Hiệp hội Tâm lý học Hoa Kỳ, và Viện hàn lâm Nhi khoa Hoa Kỳ đều đồng tình rằng đồng tính luyến ái đều không phải là một căn bệnh hay một loại rối loạn, mà là một dạng thể hiện tính dục. Không ai biết lý do tại sao một người có thể đồng tính, dị tính hoặc song tính. Rất có thể tồn tại một tổ hợp các yếu tố. Một vài trong số chúng có thể là yếu tố sinh học, số còn lại có thể là yếu tố tâm lý. Nguyên do ở mỗi người khác nhau. Sự thật là, bạn không hề chọn là người đồng tính, song tính hay dị tính." 

## Những sự phát triển trong tâm lý một cá nhân
Trong tư tưởng đương đại của Adler, những người đồng tính luyến ái không bao hàm trong diễn ngôn gây tranh cãi về "thất bại của tạo hoá". Christopher Shelley, một nhà trị liệu tâm lý theo đuổi trường phái tâm lý học Adler, đã xuất bản một tuyển tập luận án vào năm 1998. Trong đó, chúng bao gồm cả những đóng góp của Freud, tâm lý học hành vi của (hậu) Carl Jung và của Adler. Những luận án này đã miêu tả những sự thay đổi mang tính khẳng định trong Trường phái Tâm lý học Chuyên sâu. Những thay đổi này cho thấy cách Trường phái Tâm lý học Chuyên sâu có thể sử dụng để ủng hộ, thay vì bệnh lý hoá những bệnh nhân đồng tính nam và nữ cần tới tâm lý trị liệu. Tạp chí khoa học về Tâm lý học Cá nhân, ấn phẩm hàng đầu bằng tiếng Anh về Trường phái Tâm lý học Adler, đã phát hành một tập các bài báo khoa học vào mùa hè năm 2018. Nó xem xét lại và chỉnh sửa những tư tưởng tiền đề Adler đặt ra về cộng đồng đồng tính.